# 청일사
청일사(淸逸祠)는 대한민국 충청남도 부여군 홍산면 교원리에 있는 조선시대 김시습(1435∼1493)과 김효종(1414∼1493)의 뜻을 기리기 위해 조선 광해군 13년(1621)에 세운 사당이다. 1984년 5월 17일 충청남도의 문화재자료 제93호로 지정되었다.

## 개요
김시습(1435∼1493)과 김효종(1414∼1493)의 뜻을 기리기 위해 조선 광해군 13년(1621)에 세운 사당이다.
김시습은 조선 전기 학자이며 우리나라 최초의 한문소설인 『금오신화』를 지은 인물이다.
지금 있는 청일사는 흥선대원군의 서원 철폐령으로 잠시 폐쇄되었다가 1970년에 다시 세운 것이다.

## 참고 문헌
- 청일사 - 국가유산청 국가유산포털